# عکاظ
عکاظ (عربی: عكاظ) یک روزنامه عربستانی است که از سال ۱۹۵۸ توسط مؤسسه مطبوعاتی عکاظ به زبان عربی منتشر و چاپ می‌شود.
نام این روزنامه از نام یک بازار قدیمی در دوران جاهلیت در طایف عربستان گرفته شده‌است. نسخه اول عکاظ در سوم ذی حجه ۱۳۷۹ هجری مصادف با ۲۸ مه ۱۹۶۰ در شهر «طائف» صادر شد. احمد عبدالغفور عطار مالک و سر دبیر آن بود.
مؤسسه عکاظ در عربستان یکی از موسسه‌های مطبوعاتی ملی در این کشور است و در شهرهای عربستان و پایتخت کشورهای خلیج و کشورهای عربی و بین‌المللی دفتر دارد. این مؤسسه سه روزنامه شامل روزنامه عکاظ و روزنامه سعودی «جازیت» به زبان انگلیسی و روزنامه «نادی» که ورزشی است را منتشر می‌کند؛ همچنین یک مجله هفتگی که مربوط به امور زنان است را منتشر می‌کرد؛ ولی به دلیل ورشکستگی بسته شد.